# Левин Бжески
Левин Бжески (пољ. Lewin Brzeski) град је у Пољској у Војводству опољском. По подацима из 2012. године број становника у месту је био 6089.

## Становништво
| 2012. |
| ----- |
| 6.089 |